# Teoria ciocnirilor

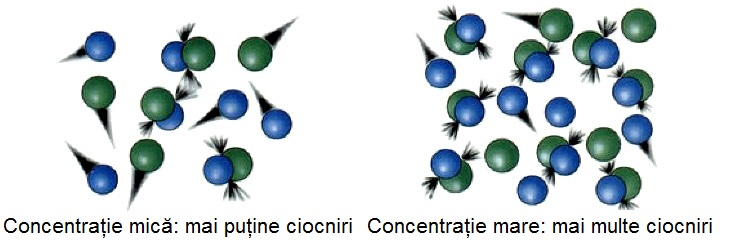
Dependența creșterii vitezei de reacție cu concentrația este un fenomen explicat de teoria ciocnirilor ideale.

În cinetica chimică, teoria ciocnirilor (sau teoria ciocnirilor ideale) este o teorie propusă independent de către Max Trautz în 1916 și William Lewis în 1918, care explică modul de desfășurare al reacțiilor chimice și încearcă să explice de ce vitezele de reacție diferă pentru fiecare reacție chimică. Teoria ciocnirilor spune că atunci când particulele de reactant se ciocnesc, doar o anumită fracțiune din ciocniri va cauza schimbări chimice importante sau observabile. Aceste schimbări sunt numite ciocniri eficace și trebuie să aibă o anumită energie în momentul impactului, denumită energie de activare, astfel încât să aibă loc ruperea legăturilor chimice vechi și formarea altora noi. Pe de altă parte, ciocnirile care nu prezintă acest prag de energie poartă denumirea de ciocniri neeficace.

## Importanță
Teoria explică și de ce viteza unei reacții crește odată cu creșterea unor parametri; prin creșterea concentrației de reactant sau prin creșterea temperaturii, vor avea loc mai multe ciocniri și implicit mai multe ciocniri eficace, ceea ce duce la o reacție desfășurată mai rapid.
Cânt este implicat un catalizator în reacția chimică respectivă, acesta funcționează prin diminuarea energiei de activare, așadar o energie mai mică va fi necesară pentru a produce o schimbare chimică. Astfel, mai multe ciocniri eficace vor avea loc iar viteza de reacție va crește.

## Constanta de viteză
Constanta de viteză pentru o reacție bimoleculară în fază gazoasă, conform teoriei ciocnirilor, este:
{\displaystyle k(T)=Z\rho \exp \left({\frac {-E_{\text{a}}}{RT}}\right),}
unde: 
Z este frecvența ciocnirilor,
{\displaystyle \rho } este factorul steric,
Ea este energia de activare corespunzătoare reacției,
T este temperatura,
R este constanta gazului ideal.
Frecvența ciocnirilor se definește ca:
{\displaystyle Z=N_{\text{A}}\sigma _{AB}{\sqrt {\frac {8k_{\text{B}}T}{\pi \mu _{AB}}}},}
unde: 
NA este numărul lui Avogadro,
σAB este secțiunea eficace a reacției,
kB este constanta Boltzmann,
μAB este masa redusă a reactanților.